# Амедео Карбоні
Амедео Карбоні (італ. Amedeo Carboni, * 6 квітня 1965, Ареццо) — колишній італійський футболіст, захисник. По завершенні ігрової кар'єри — спортивний функціонер та футбольний оглядач на телебаченні.
Як гравець насамперед відомий виступами за клуби «Рома» та «Валенсія», а також національну збірну Італії.
Дворазовий володар Кубка Італії. Дворазовий чемпіон Іспанії. Володар Кубка Кубків УЄФА. Володар Кубка Інтертото. Володар Кубка УЄФА. Володар Суперкубка УЄФА.

## Клубна кар'єра
Вихованець футбольної школи клубу «Ареццо». 1983 року був відданий в оренду до «Фіорентини», у складі якої, втім, жодної офіційної гри не провів.
1984 року повернувся до «Ареццо», де й дебютував в офіційних матчах на дорослому рівні. Згодом, в сезоні 1985–86 на умовах оренди захищав кольори команди клубу «Барі». Протягом 1986—1990 років виступав за «Емполі», «Парму» та «Сампдорію». У складі останньої команди виборов титул володаря Кубка Італії, ставав володарем Кубка Кубків УЄФА.
Своєю грою за «Сампдорію» привернув увагу представників тренерського штабу клубу «Рома», до складу якого приєднався 1990 року. Відіграв за «вовків» наступні сім сезонів своєї ігрової кар'єри. Більшість часу, проведеного у складі «Роми», був основним гравцем захисту команди. За цей час додав до переліку своїх трофеїв ще один титул володаря Кубка Італії.
1997 року перейшов до іспанського клубу «Валенсія», за який відіграв 9 сезонів. Граючи у складі «Валенсії» також здебільшого виходив на поле в основному складі команди. За цей час додав до переліку своїх трофеїв два титули чемпіона Іспанії, ставав володарем Кубка Інтертото, володарем Кубка УЄФА, володарем Суперкубка УЄФА. Завершив професійну кар'єру футболіста виступами за команду «Валенсія» у 2006 році.

## Виступи за збірні
1988 року залучався до складу молодіжної збірної Італії. На молодіжному рівні зіграв в одному офіційному матчі, забив один гол.
1991 року дебютував в офіційних матчах у складі національної збірної Італії. Протягом кар'єри у національній команді, яка тривала 7 років, провів у формі головної команди країни 18 матчів. У складі збірної був учасником чемпіонату Європи 1996 року в Англії.
| Дата       | Місто             | Господарі | Результат | Гості             | Турнір             | Голи | Примітки         |
| ---------- | ----------------- | --------- | --------- | ----------------- | ------------------ | ---- | ---------------- |
| 25/03/1992 | Турин             | Італія    | 1 – 0     | Німеччина         | товариський матч   | -    |                  |
| 04/06/1992 | Бостон            | Італія    | 2 – 0     | Ірландія          | USA Cup            | -    | замінений на 51' |
| 21/12/1994 | Пескара           | Італія    | 3 – 1     | Туреччина         | товариський матч   | -    |                  |
| 25/03/1995 | Салерно           | Італія    | 4 – 1     | Естонія           | Відбір до ЧЄ 1996  | -    |                  |
| 19/06/1995 | Лозанна           | Швейцарія | 0 – 1     | Італія            | товариський турнір | -    |                  |
| 21/06/1995 | Цюрих             | Італія    | 0 – 2     | Німеччина         | товариський турнір | -    | вийшов на 46'    |
| 06/09/1995 | Удіне             | Італія    | 1 – 0     | Словенія          | Відбір до ЧЄ 1996  | -    |                  |
| 11/11/1995 | Барі              | Італія    | 3 – 1     | Україна           | Відбір до ЧЄ 1996  | -    | вийшов на 85'    |
| 15/11/1995 | Реджо-нель-Емілія | Італія    | 4 – 0     | Литва             | Відбір до ЧЄ 1996  | -    | вийшов на 71'    |
| 24/01/1996 | Терні             | Італія    | 3 – 0     | Уельс             | товариський матч   | -    |                  |
| 29/05/1996 | Кремона           | Італія    | 2 – 2     | Бельгія           | товариський матч   | -    | автогол          |
| 01/06/1996 | Будапешт          | Угорщина  | 0 – 2     | Італія            | товариський матч   | -    | замінений на 46' |
| 14/06/1996 | Ліверпуль         | Чехія     | 2 – 1     | Італія            | ЧЄ 1996 - 1-й етап | -    | вийшов на 39'    |
| 19/06/1996 | Манчестер         | Німеччина | 0 – 0     | Італія            | ЧЄ 1996 - 1-й етап | -    | замінений на 77' |
| 05/10/1996 | Кишинів           | Молдова   | 1 – 3     | Італія            | Відбір до ЧС 1998  | -    | замінений на 70' |
| 09/10/1996 | Перуджа           | Італія    | 1 – 0     | Грузія            | Відбір до ЧС 1998  | -    | замінений на 16' |
| 22/01/1997 | Палермо           | Італія    | 2 – 0     | Північна Ірландія | товариський матч   | -    |                  |
| 02/04/1997 | Хожув             | Польща    | 0 – 0     | Італія            | Відбір до ЧС 1998  | -    | вийшов на 86'    |
| Усього     |                   | Матчів    | 18        |                   | Голів              | 0    |                  |

## Титули і досягнення
- Володар Кубка Італії (2):

«Сампдорія»: 1988–89
«Рома»: 1990–91
- Чемпіон Іспанії (2):

«Валенсія»: 2001–02, 2003–04
- Володар Кубка Іспанії (1):

«Валенсія»: 1998–99
- Володар Суперкубка Іспанії (1):

«Валенсія»: 1999
- Володар Кубка Кубків УЄФА (1):

«Сампдорія»: 1989–90
- Володар Кубка Інтертото (1):

«Валенсія»: 1998
- Володар Кубка УЄФА (1):

«Валенсія»: 2003–04
- Володар Суперкубка УЄФА (1):

«Валенсія»: 2004